# Franco Vázquez
Franco Damián Vázquez (* 22. Februar 1989 in Tanti) ist ein argentinisch-italienischer Fußballspieler. Seine Hauptposition ist das zentral offensive Mittelfeld, er kann aber auch als auch im Sturm oder als zentraler Mittelfeldspieler spielen. Seit Sommer 2023 steht er bei der US Cremonese in der Serie B in Italien unter Vertrag.

## Karriere

### Im Verein
Vázquez begann seine fußballerische Laufbahn 2003 in der Jugend von CA Barrio Parque, für die er zwei Jahre aktiv war. Er wechselte 2005 in die Jugendabteilung des größeren CA Belgrano, die er bis 2009 besuchte. Ab 2008 erhielt Vázquez erste Einsatzzeiten in der Profimannschaft, ab 2009 gehörte zum festen Bestandteil des Teams und kam regelmäßig zu Spieleinsätzen. Nachdem er in der Saison 2011/12 auch in der Primera División mit guten Leistungen auf sich aufmerksam machte, verpflichtet ihn der damalige italienische Erstligist US Palermo im Januar 2012 für knapp 4,5 Millionen Euro. Bereits in der Rückrunde der Spielzeit 2011/12 kam Vázquez häufig zum Einsatz und absolvierte 14 Partien. In der folgenden Saison wurde er an den spanischen Verein Rayo Vallecano verliehen, bei dem er Spielpraxis sammeln sollte. Er erzielte in 18 Spielen drei Tore für den Erstligisten. Nachdem Palermo im selben Zeitraum aus der Serie A abgestiegen war, kehrte Vázquez jedoch zurück. In der Zweitligasaison 2013/14 konnte er mit Palermo die Zweitligameisterschaft und den damit verbundenen Wiederaufstieg in die Serie A feiern.
Im Juli 2016 wechselte Vázquez zum FC Sevilla. Mit diesem gewann er die UEFA Europa League 2019/20.
Im Sommer 2021 wechselte er zurück nach Italien zu Parma Calcio in die Serie B.
Nach zwei Jahren folgte der ligainterne Wechsel zur US Cremonese, welche zuvor in die Serie B abgestiegen war.

### In der Nationalmannschaft
Im März 2015 wurde Vázquez von Nationaltrainer Antonio Conte erstmals in den Kader der italienischen Nationalmannschaft berufen. Im Freundschaftsspiel gegen England am 31. März kam er zu seinem Debüt für die Squadra Azzurra. Vázquez kam im Juni 2015 im Freundschaftsspiel gegen Portugal zu seinem zweiten und bisher letzten Länderspiel für Italien. Im September 2015 wurde er zuletzt für die EM-Qualifikationsspiele gegen Malta und Bulgarien nominiert, kam jedoch nicht zum Einsatz.
Im August 2016 äußerte Vázquez den Wunsch, in Zukunft für Argentinien auflaufen zu wollen, sollte er in das Aufgebot berufen werden. Da Vázquez bis dahin nur Freundschaftsspiele für Italien bestritten hatte, war diese Möglichkeit vorhanden.
Im August 2018 wurde Vázquez von Lionel Scaloni erstmals in den Kader Argentiniens berufen. Nach seinem Debüt im Testspiel gegen Guatemala am 7. September 2018 kam er bis Ende des Jahres noch in zwei weiteren Testspielen zum Einsatz. Seither wurde Vázquez nicht mehr eingesetzt.

## Erfolge
- Italienischer Zweitligameister: 2013/14
- UEFA-Europa-League-Sieger: 2019/20